# Das Blaue vom Himmel
Pour plus de détails, voir Fiche technique et Distribution.
Das Blaue vom Himmel est un film allemand réalisé par Victor Janson, sorti en 1932.

## Synopsis
Une vendeuse de billets de métro, Anni Müller, fait la rencontre d'un passager pressé, qui se trouve être un employer du service postal de nuit. Les deux commencent à se fréquenter malgré leurs horaires opposés...

## Fiche technique
- Titre français : Das Blaue vom Himmel
- Réalisation : Victor Janson
- Scénario : Max Kolpé et Billy Wilder
- Photographie : Heinrich Gärtner
- Musique : Paul Abraham
- Production : Gabriel Levy
- Pays de production : République de Weimar
- Format : Noir et blanc - 1,37:1 - Mono
- Genre : romance et film musical
- Date de sortie : 1932

## Distribution
- Mártha Eggerth : Anni Müller
- Hermann Thimig : Hans Meier
- Fritz Kampers : Tobias
- Margarete Schlegel : Zigaretten-Cilly
- Ernö Verebes : Der flotte Hugo
- Jakob Tiedtke : U-Papa
- Margarete Kupfer : Frau Breitsprecher
- Hans Richter : Tommy